# Goncelin
Goncelin település Franciaországban, Isère megyében. Lakosainak száma 2452 fő (2022. január 1.). Goncelin Crêts-en-Belledonne, Saint-Vincent-de-Mercuze, Tencin, La Terrasse, Theys, Le Touvet és Le Cheylas községekkel határos.

## Népesség
A település népességének változása:
| Lakosok száma | 1136 | 1467 | 1771 | 2123 | 2269 | 2334 | 2425 | 2476 | 2488 | 2452 |
|               | 1968 | 1982 | 1990 | 2006 | 2013 | 2015 | 2017 | 2019 | 2020 | 2022 |